# Церква Успіння Пресвятої Богородиці (Нагірянка)
Церква Успіння Пресвятої Богородиці в Нагірянці — парафія і храм греко-католицької громади Улашківського деканату Бучацької єпархії Української греко-католицької церкви в селищі Нагірянка Чортківського району Тернопільської области.
Церква та дзвіниця оголошені пам'ятками архітектури національного значення (охоронний номер 691/1, 691/2).

## Історія

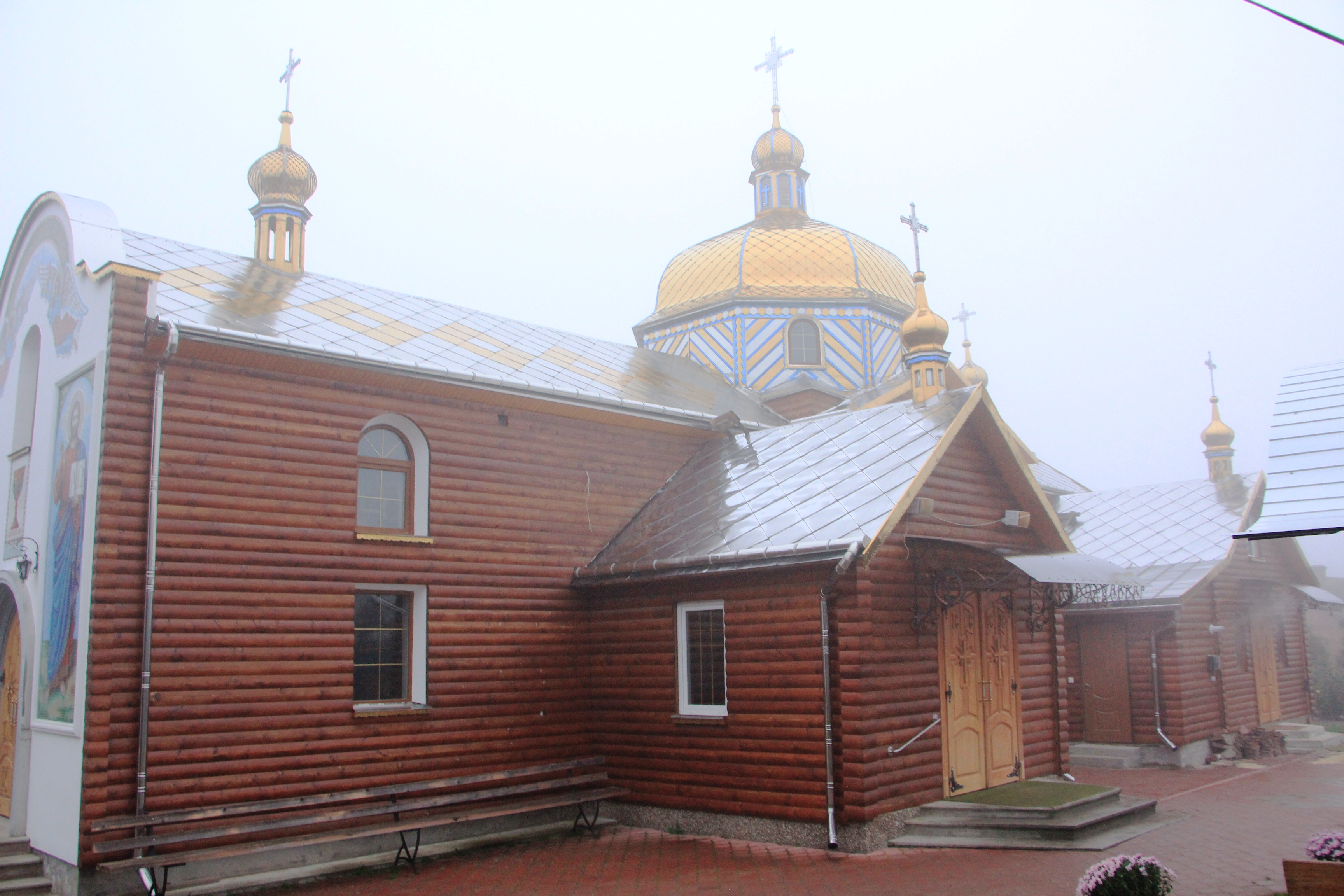
Церква

Історія храму в селі Поділля починається у 1672 році, коли його перевезли з Карпат. У 1782 році церкву перебудували без використання жодного цвяха.
З 1946 по 1989 рік парафія і храм перебували в підпорядкуванні РПЦ. У 1989 році церкву реконструювали, і того ж року вона повернулася в лоно УГКЦ.
У 1990 році церкву відвідав єпископ Павло Василик, а у 2005-му єпископську візитацію здійснив владика Бучацької єпархії Іриней Білик.
При парафії діють такі спільноти:
- Братство «Апостольство молитви».
- Марійська дружина.
- Спільнота «Матері в молитві».

У власності парафії є проборство та дяківське помешкання.

## Парохи
- о. Стефан Хоминський (1845—1850)
- о. Іван Залуцький (1850—1875)
- о. Дмитро Колодницький (1875—1912)
- о. Володимир Литонович (1912—1927)
- о. Стефан Король (1927—1931)
- о. Володимир Гук (1931—1971)
- о. Роміл Богданець (1973—1976)
- о. Роман Шлапак (1976—1989, від 1990)